# Tony Eusebio
Raúl Antonio Eusebio (nacido el 27 de abril de 1967 en San José de Los Llanos) es un ex receptor dominicano que jugó en las Grandes Ligas de Béisbol con los Astros de Houston.
En el año 2000, Eusebio estableció un récord para la franquicia de los Astros de Houston de 24 partidos consecutivos conectando un hit, aunque la marca ha sido superada por Jeff Kent y Willy Taveras. Debido a que Eusebio era un receptor y no jugaba en cada partido, su racha de 24 juegos consecutivos bateando hits terminó en un lapso de 51 días de los cuales los Astros jugaron 45 partidos. Este fue el tiempo más largo en durar una racha de 24 partidos bateando de hits de la temporada. La racha empató como la más larga en la Liga Nacional en el 2000. Durante y después de su racha, Eusebio era referido a menudo cariñosamente como "The Astro Clipper" en una especie de homenaje burlesco a Joe DiMaggio, quien era llamado "The Yankee Clipper" y quien es el titular de la racha de todos los tiempos de hits en juegos consecutivos de la MLB.

## Carrera

### Ligas Menores
Tony Eusebio firmó con los Astros el 30 de mayo de 1985 como amateur. Comenzó su carrera profesional a los 18 años con la Gulf Coast League Astros ese mismo año, aunque sólo jugó en un partido y tuvo un turno al bate. En 1986, Eusebio jugó en la Dominican Summer League. Eusebio se reincorporó al equipo de novatos de la liga en 1987 y aumentó en forma sostenida a través de las ligas menores de los Astros. En 1988, jugó para los Osceola Astros donde robó 20 bases. Eusebio también apareció en el roster de los 40 jugadores el invierno de 1988, y se unió a la campaña de Grandes Ligas de los Astros durante el spring training de 1989. Después del spring training, comenzó el año en el equipo AA Columbus Mudcats antes de ser enviado de regreso a los Osceola Astros luego de batear para .187. En 1990, Eusebio volvió a jugar para los Columbus Mudcats. Lideró a todos los receptores de la Southern League con un porcentaje de fildeo de .994 antes de sufrir de un pulgar roto el 4 de agosto de 1990. Eusebio también apareció en el Juego de Estrellas de la Southern League en 1990. En el inicio de la temporada de 1991, jugó para el equipo de AA los Jackson Generals.

### Primer ciclo en Grandes Ligas (1991)
El 4 de agosto de 1991, Eusebio fue llamado a filas desde los Jackson Generals cuando el receptor de los Astros Scott Servais fue colocado en la lista de lesionados por 15 días después de habérsele roto un hueso de su mano derecha. Cinco días más tarde, Eusebio haría su debut en las mayores, abriendo en un juego el 8 de agosto de 1991 contra los Padres de San Diego. Eusebio aparecería en 10 partidos para los Astros, bateando para .105 en 19 turnos al bate.

### De vuelta a las menores (1992-1993)
Eusebio pasó la temporada de 1992 con los Jackson Generals, apareciendo en 94 juegos y bateando para .307, ocupando el tercer lugar en promedio en la liga. Además fue seleccionado como miembro del equipo para el Juego de Estrellas en la postemporada de la liga. En 1993, jugó para el equipo de AAA los Tucson Toros, apareciendo en 78 juegos y bateando para .324. Mientras con los Tucson, Eusebio estableció un récord de una racha de 24 partidos bateando de hit antes de ser colocado en la lista de lesionados. Continuaría estableciendo un récord en los Tucson Toros extendiendo llevando la racha anterior de hits a 30 partidos durante un período de rehabilitación en 1996.

### Nuevamente en las mayores (1994-2001)
Después de batear para .625 durante el spring training de 1994, Eusebio se unió al equipo de Grandes Ligas. Durante la huelga de 1994, Eusebio bateó para .296 con 30 carreras impulsadas en apenas 55 juegos. Su juego fue tal, que ganó el puesto de receptor titular reemplazando a Scott Servais, y fue considerado para Novato del Año de la Liga Nacional de ese año.
En 1995, Eusebio apareció en una destacada carrera de 113 partidos para los Astros bateando para .299 y registrando un récord de 100 hits por única vez en su carrera. Durante gran parte del año Eusebio lideró a los Astros en promedio de bateo, aunque su producción disminuyó significativamente en septiembre. Entrando en la temporada de 1996, el recién adquirido receptor Rick Wilkins obtuvo la mayoría del trabajo detrás del plato reservando a Eusebio sólo para lanzadores zurdos. Para agravar la situación, Eusebio sufrió un desgarro de la muñeca izquierda en el spring training y más tarde pasó más de un mes en la lista de lesioandos debido a un quiste que le fue extirpado quirúrgicamente de la misma muñeca. A menos de una semana después de regresar a la alineación, Eusebio sufrió una fractura en su mano izquierda y se perdió un mes y medio de temporada. Debido a sus múltiples heridas, Eusebio apareció en sólo 58 partidos bateando para .270.
Antes de la temporada de 1997, los Astros adquirieron al receptor Brad Ausmus. Después de que el mánager Larry Dierker diera a conocer sus intenciones de tener a Ausmus como regular en para la gran mayoría de los juegos, Eusebio pidió ser cambiado de equipo. Dierker más tarde estaría de acuerdo con que Eusebio participara en más juego, aunque el mánager dejó claro que deseaba que Eusebio mejorara sus habilidades defensivas. Sin embargo, mientras la temporada avanzaba, Eusebio gradualmente vería menos tiempo de juego debido a una persistente lesión en la rodilla. Más adelante, su participación en los partidos se redujo y sólo asumía la posición de receptor cuando Darryl Kile lanzaba, y la lesión le obligaría a someterse a una operación artroscópica en la temporada baja.
La temporada de 1998 comenzaría con Eusebio en el papel de receptor de refuerzo, mismo rol que ocupó en 1997. Tras superar con éxito la recuperación de la cirugía, a Eusebio se le vio con una notable diferencia en la ofensiva de los juegos que participaba. Después de la temporada, los Astros canjearon a Brad Ausmus dejando un vacío en la posición de receptor titular. Depositando su confianza en Eusebio, el mánager general de los Astros Gerry Hunsicker declaró: "No podemos comercializar a Ausmus si no tenemos Tony". Eusebio dividiría el tiempo de juego con el receptor Paul Bako durante la temporada de 1999, últimamente bateando para .272 y apareciendo en 103 juegos. Eusebio también bateó un jonrón en el último partido jugado en el estadio Astrodome, perdiendo 7-5 de los Bravos de Atlanta en la Serie Divisional de la Liga Nacional de 1999.
Después de la temporada de 1999, Eusebio se convirtió en agente libre por primera vez. En noviembre de ese año firmó un contrato de dos años y $2.4 millones con los Astros y fue proyectado para ser el receptor titular. Eusebio comenzó el Opening Day, pero a medida que la temporada avanzaba su tiempo de juego se redujo debido a la baja de su promedio de bateo y la adquisición del nuevo receptor de los Astros Mitch Meluskey. A pesar de este comienzo lento, el bateo de Eusebio se recuperó en la segunda mitad de la temporada. Su buena racha culminó el 28 de agosto de 2000, cuando bateó de hit en 24 partidos consecutivos estableciendo un récord en los Astros. Este logro le trajo el mayor reconocimiento de su carrera, pero solo unos pocos días más tarde la temporada de Eusebio terminó cuando se dislocó un hombro después de caer de cabeza sobre la barandilla del dugout de los Astros. Poco después, Eusebio fue operado con éxito reparándole el daño.
Al llegar la temporada de 2001, el papel de Eusebio como receptor de refuerzo se consolidó cuando los Astros volvieron a adquirir a Brad Ausmus. Eusebio apareció en sólo 59 juegos, bateando .253. Jugó su último partido en Grandes Ligas el 10 de diciembre de 2001 yéndose de 2-3 con un doble y una carrera anotada mientras que los Bravos de Atlanta barrieron a los Astros en la Serie Divisional de la Liga Nacional.

#### Kangaroo Court
Eusebio fue llevado a la kangaroo court de los Astros durante muchos años. Aunque se le conoce como una persona tranquila fuera de la corte, Eusebio iba con una actitud firme. "Nadie se escapa de la corte", dijo  Eusebio. "No importa que tan popular fuiste o que cantidad de dinero ganaste. En dicho órgano jurisdiccional, todo el mundo era igual".

### Intentos de jugar con los Rockies y los Expos
Después de la temporada de 2001, los Astros no le ofrecieron salario de arbitraje a Eusebio y de nuevo se convirtió en agente libre. El 4 de enero de 2002 los Rockies de Colorado llegaron a un acuerdo con Eusebio de un contrato de un año y $550,000 dólares. Tras presentarse durante el spring training con sobrepeso y negarse a jugar en las ligas menores, Eusebio fue colocado en la lista de waivers antes de la comenzar la temporada regular y no jugó en las Grandes Ligas ese año. En 2003, los Expos de Montreal lo invitaron al campo de juego. Después de batear para .111 en el spring training, Eusebio no logró quedarse en el equipo.